# Бахманшир
Бахманшир, также Бехменшир (Хоре-Бехменшир, перс. بهمن‌شیر‎) — река в иранском остане Хузестан, рукав реки Карун. Эта река обладает протяжённостью около 90 км и простирается от крупного города Хорремшехр вплоть до северных берегов Персидского залива.

## Этимология
Этимологическое происхождение названия «Бехменшир» восходит к сасанидскому правителю Ардаширу Первому (180—241 гг.), который получил известность благодаря обширным строительным проектам для обводнения территорий, о которых писал, в том числе, Якут аль-Хамави в XIX веке. По имени этого правителя названо несколько топонимов, включая сюда и город Бехмен-и Ардашир (досл. «Ардаширова добрая воля»: «бех» (на языке эпохи Сасанидов «вех») — благой, лучший (родственно русскому слову «весёлый»), а «мен» — мысль, воля (родственно русскому «мнить») в южной Месопотамии). Предполагается, что Бехменшир — сокращение этого названия. Историк Масуди в X столетии упомянул персидское название «Бехменшир», говоря о нижнем притоке реки Тигр, начинающемся от Мафтаха, а в работе «Границы мира» (перс. «Ходуд-оль-Алям») для того же самого притока использует название «Дахана-йе Шир» (досл.: «Пасть льва»). Работы средневековых писателей также открывают, что Карун когда-то впадал непосредственно в Персидский залив, что в свою очередь подразумевает, что во время правления династии Аббасидов был сооружен канал, посредством которого он был соединён с рекою Арванд-Руд. Бехменшир был до того одним из двух ответвлений Каруна — другой находится восточнее и сегодня пересох, поэтому его называют слепым Каруном (перс. Карун-е Ама).

## Гидрография и гидрология
Геологическое происхождение осадочного русла Бехменшира датируется периодом голоцена, а само русло состоит из двух слоев глины, отделенных друг от друга илом и песком на глубине приблизительно в 35 м. Исток Бехменшира, точнее — разветвление Каруна на левом берегу начинается юго-восточнее города Хорремшехра, а приток простирается в том же направлении, что и западный Арвандруд. Упомянутые три реки, вместе с морем на юге, окаймляют остров Абадан, на котором находится одноимённый крупный и исторически весьма важный город. На нём располагается также часть Хорремшехра и несколько более мелких поселений, сконцентрированных друг за другом на берегу острова. Весь этот регион богат растениями, особенно финиками. Бехменшир, хотя и простирается на целых 90 км, но разница в высоте над уровнем моря разных частей реки составляет всего 1,5 м, а русло 150—500 м (в среднем 180 м) шириной, имеет минимальную глубину в 3 м, которая постепенно увеличивается по направлению к югу. Устье на северном берегу Персидского залива известно под именем Хор-е Бехменшир, оно — эстуариевого типа (расширяется в сторону моря). Среднегодовой сток составляет 35 м³/с, хотя в зависимости от сезонных разливов Каруна он может вырасти и до 150 м³/с. Из-за сезонной разницы в стоке, а также выраженных приливов и отливов, которые колеблются вплоть до 2 м, Бехменшир серьёзным образом подвержен влиянию моря, и его солёность даже на большом расстоянии от устья может колебаться до 9 ‰. Среднее влияние приливов на Бехменшир составляет 48 км (около 55 % длины реки) по направлению течения, и оно значительно более выражено летом, когда сопровождается небольшим стоком реки. Тогда морские воды, двигаясь через Бехменшир, достигают Каруна и проникают даже в центр Хузестана — Ахваз.

## Судоходство
Из-за ограниченных батиметрических данных (средняя глубина составляет всего лишь 3,4 метра), по Бехменширу могут плавать главным образом небольшие рыболовные и грузовые суда. Начиная ещё с конца XIX столетия существовали планы расширения русла реки, чтобы по нему могли плавать большие корабли. Благодаря этому появилась бы возможность освободить Арванд-Руд, который был постоянно загружен разнообразными судами. Кроме того, насчёт принадлежности Арванд-Руда существовали серьёзные политические споры. Поэтому иранское правительство хотело, чтобы корабли проходили через Бехменшир. Но ни один из имевшихся проектов так и не был реализован. Зато над Бехменширом сооружено пять дорожных мостов: Истгах-е Даваздах, Пирузи, Самен-Алаеме, Коврах и Чубедех-е Сех.